# Gloeosoma hesperus
Gloeosoma hesperus är en skalbaggsart som först beskrevs av Thomas Casey 1900.  Gloeosoma hesperus ingår i släktet Gloeosoma och familjen punktbaggar. Inga underarter finns listade i Catalogue of Life.